# (21795) Masi
(21795) Masi (1999 SN9) – planetoida z pasa głównego asteroid okrążająca Słońce w ciągu 3,68 lat w średniej odległości 2,38 j.a. Odkryta 29 września 1999 roku.